# خاچین‌آباد
خاچین‌آباد (به لاتین: Xaçınabad) یک منطقهٔ مسکونی در جمهوری آذربایجان است که در شهرستان بیلقان واقع شده‌است. خاچین‌آباد ۱۹۵ نفر جمعیت دارد.